# グルジア人
グルジア人（グルジアじん）、あるいはジョージア人（ジョージアじん、英語: Georgians）は、南コーカサス地方の共和制国家であるジョージア（グルジア）の国民である。国外では、同国内で8割以上を占める多数民族である カルトヴェリ人（グルジア語: ქართველები, k'art'velebi）と同一視されることも多い。また、同国内外に居住する民族の民族名であり、カルトヴェリ諸語に属するグルジア語（カルトゥリ）、メグレル語、スヴァン語を話す。その多数がグルジア正教会を信仰しているが、黒海に面したジョージア国内のアジャリアやアゼルバイジャン、トルコ、イランにはイスラームを奉ずるグルジア(ジョージア)系住民が居住している。

## 概要
ジョージア在住のカルトヴェリ人の多くは20世紀末まで続いたロシア帝国とソビエト連邦による被支配の関係からロシア語由来（異説あり）とされる「グルジア人」という呼称を忌避する傾向が強い。カルトヴェリ人はコーカサスで最も古い民族であり、ジョージア(グルジア)を中心にトルコ、ロシア、アメリカ合衆国、イランその他の国に住む。南コーカサス語族に属する言語を話す。人種系統は地中海人種に属する。
こうした経緯もあり「国家国民」としての広義の「グルジア人」ないし「ジョージア人」は国内に居住するカルトヴェリ人以外の少数民族であるミングレル人、ラズ人、スヴァン人、また国内で事実上の独立状態となっている南オセチアのオセット人やアブハジアのアブハズ人などを含めた国籍保有者を表す。これは国家としてのハンガリーの多数民族であるマジャル人と、それ以外の民族を含めたハンガリー国籍保有者を表す「ハンガリー人」の場合と同様の関係である。

## 歴史
最も早くコーカサスに定住した人たちを祖としながら、ジョージア（グルジア）の人々は民族の統合と、国家の形成に複雑なプロセスを経験してきた。現在、グルジア人は異なる風俗習慣や方言をもつ多様な準民族（Sub-ethnic groups）集団からなっている。このような準民族のなかには独自の言語を持ち、バイリンガルなミングレル人、ラズ人、スヴァン人、と純粋なグルジア人がいる。
純粋なグルジア人は5世紀以来書かれてきた独自のグルジア文字を持ち、グルジア語は公用語とされ、ジョージア国内に住むすべてのグルジア人がこの言葉の教育を受けている。
古代のグルジア人は古代ギリシャ・ローマにコーカサス・イベリア人、あるいはコルキス人として知られてきた。イベリアというのはコーカサス地方を指したギリシャ・ローマ的な古称であり、現代のバスク人などイベリア半島の先住民族とコーカサス・イベリア人が同じ起源を持つという説が根強くある。
グルジア人の大多数はキリスト教徒で、4世紀以来独立したグルジア正教会に忠実である。4世紀はじめにキリスト教化し、史上二番目に古いキリスト教国として327年に国教化した。トルコ、イラン、アゼルバイジャン、アジャリア自治共和国にはイスラム教徒のグルジア人がおり、またカトリック教徒のグルジア人も存在する。
東西の十字路に位置するグルジアは、長い歴史を通じて多くの文明に影響されてきた。グルジア人は他文化の特徴を吸収し、独自の伝統と調和させ、中世には高度な文化を形成した。古代の部族連合に起源を持つグルジア人は11世紀はじめには高度に組織化された封建王国を樹立し、13世紀のモンゴル帝国による侵略までコーカサスに覇をとなえた。
近隣諸国の脅威と、国内の絶え間ない不安定を抱えながら、グルジア人は程度の差はあれ、独立を維持してきたが、19世紀はじめにロシア帝国に併合された。その領土はソビエト社会主義共和国連邦に引き継がれたが、1991年のソビエト連邦の崩壊に伴い再び独立した。

## 文化と慣習
たぐいまれな歴史的変動を経験しながら、グルジア人たちは尚武の気風を有し、独特の多声音楽ポリフォニーはグルジア聖歌以来の長い歴史を有して、最初のユネスコの無形文化遺産のリストに掲載されている。また、古式武術（チダオバ）や民族舞踊など独特の文化を継承し、ワインやヨーグルトなどの伝統的な食文化に支えられた世界的長寿国としても知られている。

## 遺伝子
グルジア人のY染色体は、ハプログループGが30.3％、ハプログループJ2が31.8％、ハプログループR1aが10.6％、ハプログループR1bが9.1％である。